# Armutçukuru, Piraziz
Armutçukuru là một xã thuộc huyện Piraziz, tỉnh Giresun, Thổ Nhĩ Kỳ. Dân số thời điểm năm 2011 là 298 người.